# Апситис, Роман
Роман Апситис, или Романс Апситис латыш. Romāns Apsītis (13 февраля 1939 года в Риге — 17 февраля 2022) — латвийский правовед и политик, бывший министр юстиции, заместитель председателя Конституционного суда и омбудсмен.

## Биография
1965 г. — 2005 г. — преподаватель Латвийского Университета
1975 г. — Доктор юридических наук
1990 г. — 1993 г. — Депутат Верховного Совета Латвийской Республики
1993—1994 г. — депутат 5-го Сейма от «Латвияс цельш».
1994 г. — 1995 г. — Министр юстиции.
1995—1996 г. — депутат 6-го Сейма от «Латвияс цельш».
1996 г. — 2007 г. — Судья Конституционного суда (2000—2006 — заместитель председателя).
С 2007 по 2011 г. — омбудсмен. В апреле 2009 года бюро Омбудсмена было опубликовано заключение о неправомерности требования обязательного вывешивания государственного флага по праздничным дням. В конце того же месяца, однако, Апситис заявил, что данное заключение не было им подписано и было разослано без его ведома. В июле того же года группа работников бюро омбудсмена потребовала отставки Апситиса, заявив, что престиж Бюро утрачен из-за действий его руководителя: тот неожиданно меняет ранее согласованные решения, утверждая, что ими «кто-то» недоволен, и несвоевременно реагирует на важные для общества проблемы. В декабре 2009 года в бюро омбудсмена экономической полицией был проведён обыск.
В 2010 году по заявлению Р. Апситиса Конституционный суд рассмотрел дело о высоте перегородки, отделяющей санузел в камерах предварительного заключения, и согласился с доводами омбудсмена, отменив соответствующую норму закона.